# Умпферштедт
Умпферштедт (нем. Umpferstedt) — община в Германии, в земле Тюрингия. 
Входит в состав района Веймар. Подчиняется управлению Меллинген. Население составляет 620 человек (на 31 декабря 2010 года). Занимает площадь 7,39 км².